# 連城県
連城県（れんじょう-けん）は中華人民共和国福建省に位置する省直轄の県であり、しばらくの間、竜岩市の代理管轄下に置かれている。

## 行政区画
下部に12鎮、5郷を管轄する
- 鎮
  - 蓮峰鎮、北団鎮、姑田鎮、朋口鎮、莒渓鎮、新泉鎮、廟前鎮、文亨鎮、四堡鎮、林坊鎮、隔川鎮、宣和鎮
- 郷
  - 掲楽郷、塘前郷、羅坊郷、曲渓郷、頼源郷

## 交通

### 航空
- 連城冠豸山空港（中国語版）

### 鉄道
- 中国国家鉄路集団
  - 贛瑞竜線（中国語版）、清冠線（中国語版）
    - 冠豸山南駅

### 道路
- 高速道路
  - 長深高速道路
- 国道
  - G205国道
  - G319国道